# Bosque de pagodas del monasterio de Shaolin
El nombre Bosque de pagodas del Monasterio de Shaolin hace referencia a las 228 pagodas construidas a partir del 791 d. C. durante las dinastías Tang, Yuan, Ming y Qing. La cantidad de niveles o pisos de las pagodas debían ser números impares (de 1 a 7) y estaban basados en los logros de los maestros budistas para los que fueron construidos. La era en la que fue construida cada pagoda afecta a su forma (redondeada o cuadrada) y al número de lados (4 o 6). El bosque de pagodas se alza a los pies del monte Shaoshi y es uno de los mayores bosques de pagodas de China. Fue nombrado paisaje de excepcional belleza en 1996. El bosque de pagodas junto al resto del monasterio fue inscrito como Patrimonio de la Humanidad el 31 de julio de 2010 como parte de la denominación Monumentos históricos de Dengfeng en la "Ciudad del cielo y de la tierra"

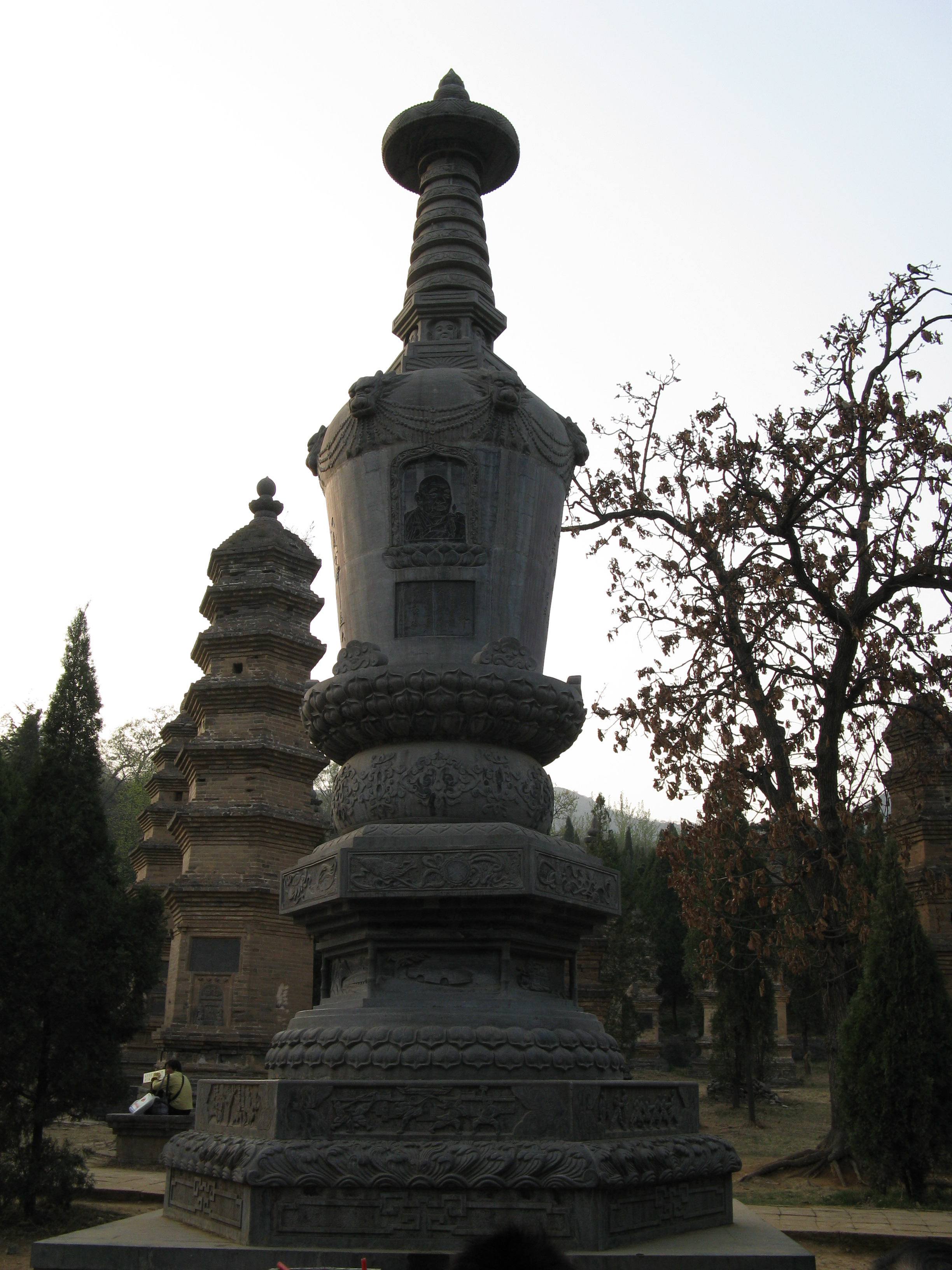
Pagoda con forma de vasija

La mayor parte del bosque de pagodas consiste en estructuras de piedra o ladrillo, que van de uno a siete pisos, miden menos de quince metros de alto (mucho más pequeñas que las pagodas para las reliquias budistas) y en las que consta en todas ellas el año exacto de su construcción además de muchas tallas e inscripciones. Comprenden gran variedad de estilos pero casi todas tienen múltiples aleros y su estilo recuerda a pabellones. Sus formas son igualmente diversas: las hay poligonales, cilíndricas, cónicas, monolíticas e incluso parecidas a vasijas, lo que hace del bosque de pagodas una exhibición de pagodas antiguas, talla y caligrafía de varias dinastías. 
Aparte del bosque de pagodas existen muchas tumbas pagoda de inestimable valor esparcidas alrededor del monasterio Shaolin, como por ejemplo la pagoda Faro construida en el 689 durante la dinastía Tang, la pagoda Tongguang construida en el 926 en la época de las Cinco Dinastías, la pagoda Yugong erigida en 1324 durante la dinastía Yuan y la pagoda Zhaogong construida durante la dinastía Ming.

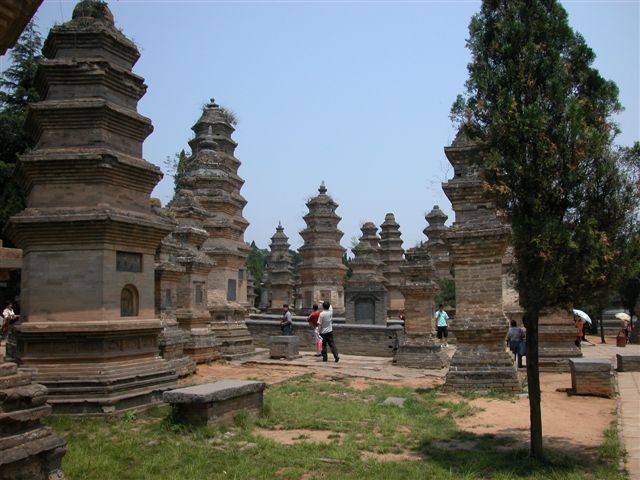
Bosque de pagodas, vista general.